# Madhavrao Scindia
Madhavrao Scindia, född 26 mars 1945, död 30 eptember 2001 i en flygolycka, var en indisk politiker, flygminister i Narasimha Raos kongressregering och grundare av Madhya Pradesh Vikas Congress. Han var son till Rajmata Vijayraje Scindia.
Scindia tillhörde den furstefamilj i Gwalior, vilken före den indiska självständigheten 1947 var rajor över ett rike som då omfattade delar av nuvarande delstaten Madhya Pradesh. Madhavrao Scinida studerade vid Oxford University innan han inledde sitt liv i den indiska adeln, med hästpolo, cricket och andra förströelser. Snart nog enrollerades den unge Scindia också i politiken, inom det styrande Kongresspartiet. Efter valet 1984 blev han för första gången minister. Efter att under Rajiv Gandhi ha moderniserat järnvägssystemet i landet, sattes han av Narasimha Rao att modernisera den civila flygtrafiken.
Efter en allvarligare flygolycka 1992 avgick Scindia som minister. Vid en flygolycka 2001 omkom han själv. Sonen Jyotiraditya Scindia är politiker; en dotter är gift med kronprinsen till Kashmir.